# 第一次琉球政府行政主席通常選舉
第一次琉球政府行政主席通常選舉於1968年11月10日舉行。此次選舉是1968年行政主席選舉法頒佈以後琉球政府舉行的第一次行政主席直接選舉，也是美治琉球時代唯一一次行政主席直接選舉。就在行政主席選舉的同一天還舉行了第八次琉球立法院議員總選舉。
琉球政府於1968年10月21日公告選舉，並將投票日定在11月10日。根據《行政主席選舉法》的規定，任何20歲以上日本國民皆擁有選舉權、30歲以上日本國民皆擁有被選舉權（在日本本土擁有戶籍者亦可）。這是該法律頒佈以來第一次行政主席直接選舉（此前行政主席由立法院間接選舉產生），不少日本本土的政治家紛紛前往琉球展開選舉戰。
此次選舉的三名候選人分別為屋良朝苗、西銘順治和野底武彥。其中，屋良朝苗主張立即復歸日本；西銘順治主張先要完成與日本本土的一體化、加强經濟合作之後，才能逐漸實現復歸；而野底武彥主張琉球獨立。最終屋良朝苗勝選，當選為行政主席。